# 伊比利亚人

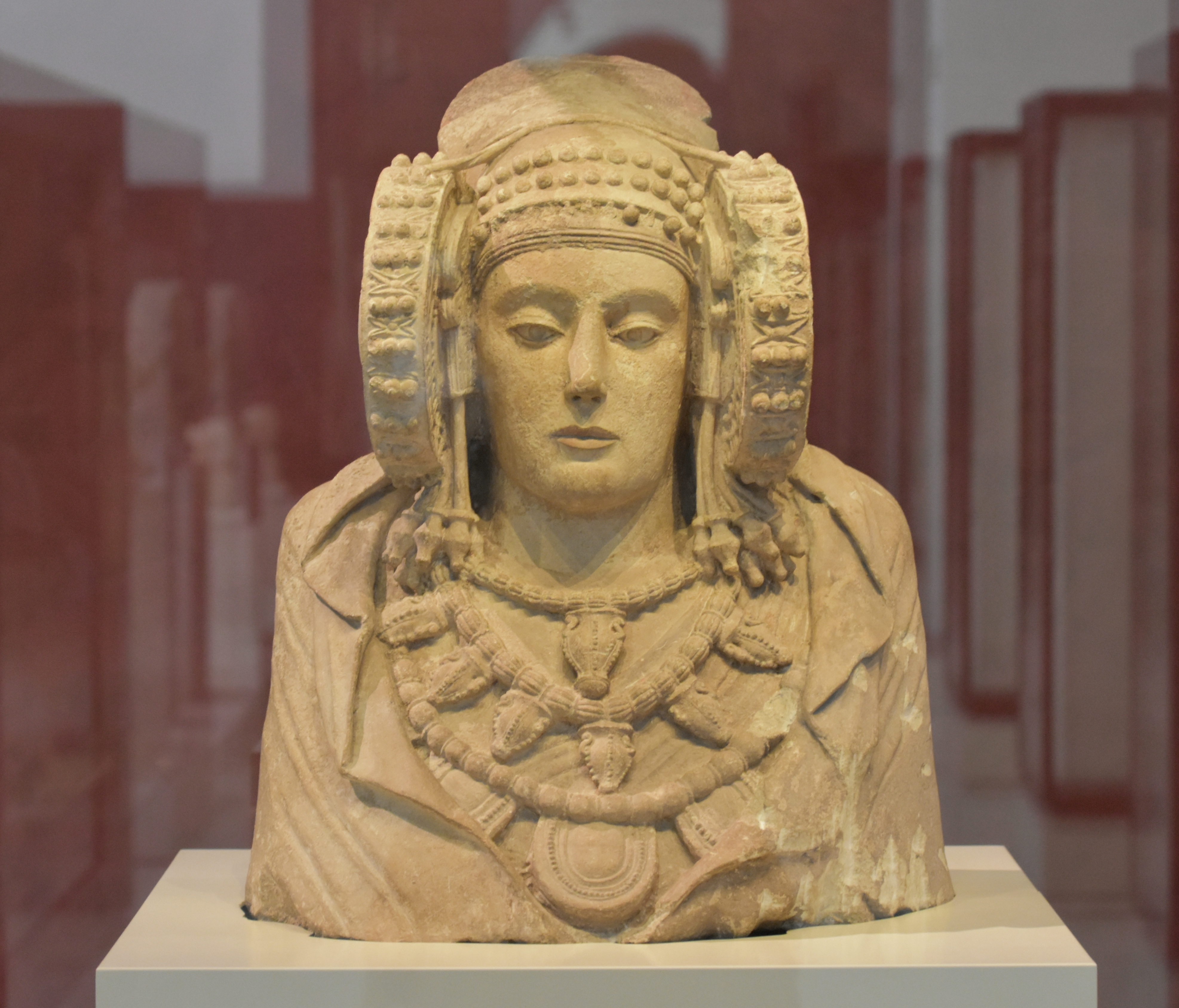
埃爾切女子像，這是一尊4世紀西班牙阿利坎特女子的胸像

伊比利亚人（拉丁語：Hibērii）这个概念，在语言学和地理学上有着不同的含义。
在语言学，特别是历史比较语言学当中，伊比利亚人指的是那些以伊比利亚语为母语的民族。早在公元前4000年前后，在印欧人到来之前，操伊比利亚语的众多部落就已经进入了西南欧的伊比利亚半岛，后来随着印欧人（主要是凱尔特人和拉丁人)的侵入，这些伊比利亚人逐渐被排挤和同化，至今只有生活在比利牛斯山脉一带的巴斯克人仍然保留着与古代伊比利亚语相似的语言。因此，从语言学的角度来看，巴斯克人是现今唯一的属于「伊比利亚人」这个范畴的民族。
包括巴斯克语，以及很多已经消亡了的古代语言在内的伊比利亚语系（或语言文化共同体），是一种不同于当今盛行于欧洲的印欧语系的独立语系，其起源的演化，以及说这类语言的各个民族的发展史，至今仍然有待于专业人士进行研究探讨。
地理学意义上的伊比利亚人，泛指生活在当今伊比利亚半岛上的所有常住民族，特别是其中的两大主体民族：西班牙人和葡萄牙人。这两个民族的语言都属于印欧语系義大利语族，他们可以被看作是以古凱爾特人和早期伊比利亚原住民的后裔为主体，结合了大量罗马人以及少量日尔曼人成分而形成的民族。